# Рекет-гангстєра
Рекет-гангстєра — це дебютний альбом, чернівецького гурту Гуцул Каліпсо, виданий у 2007 році.
Презентація відбулася 13 грудня, у Києво-Могилянській академії.

## Композиції
1. Рекет-Гангстєра
2. Перефірія
3. Председатіль
4. Пастор
5. Гуцуло-Дракул
6. Звізда
7. Віктор Каракулаку
8. Повєстка
9. Курви
10. Вєроніка Кастро
11. Маневри
12. Вологя

### Відео
1. Гуцуло-Дракул